# Sehmatal
Sehmatal est une commune de Saxe (Allemagne), située dans l'arrondissement des Monts-Métallifères, dans le district de Chemnitz. Elle est formée des anciennes communes de Cranzahl, Neudorf et Sehma.

## Jumelage
- Sexau (Allemagne)
- Wyhl am Kaiserstuhl (Allemagne)
- Happurg (Allemagne)
- Altdorf bei Nürnberg (Allemagne)
- Running Springs (États-Unis)